# Алгинська міська адміністрація
Алги́нська міська адміністрація (каз. Алға қалалық әкімшілігі, рос. Алгинская городская администрация) — адміністративна одиниця у складі Алгинського району Актюбінської області Казахстану. Адміністративний центр та єдиний населений пункт — місто Алга.
Населення — 22446 осіб (2021; 19705 у 2009, 15372 у 1999, 17910 у 1989).